# Sámod
Sámod é um município da Hungria, situado no condado de Baranya. Tem 6,2 km² de área e sua população em 2019 foi estimada em 177 habitantes.